# GUACO
GUACO（グアコ）は、ベネズエラのスリア州マラカイボ出身のラテン・バンド・グループ。
1960年結成以降、メンバーチェンジを繰り返し、ラテン音楽界の第一線で活躍し続ける。結成当初は、マラカイボ湖畔のスリア地方で生まれた伝統音楽「ガイタ」を伝統的なスタイルで演奏し人気を博した。70年代からは当時流行していたロックンロールやジャズ、サルサ、ファンク、ボサノヴァ、バジェナートなど様々な音楽要素を取り入れた前代未聞のポピュラーミュージックを生み出した。

## 概要
1960年、ベネズエラを代表する名門・スリア大学の学生たちが中心となって「ロス・グアコス」として活動開始。マラカイボの伝統音楽である「ガイタ」を演奏し人気を博す。結成当初は伝統的なスタイルに乗っ取ってタンボーラ、フーラ、クアトロ、チャラスカなどの楽器で演奏していた。
しかし、70年代に入るとサルサやファンク、ジャズ、ロックなど様々な音楽要素を取り入れ、前代未聞のポピュラー・ミュージックとして新境地を開拓。1976年に発表した「マリア・ラ・ボジェーラ」が注目を浴びマラカイボから首都のカラカスへ活動の幅を広げ、80年代に入るとバンド名を「GUACO」に変更。1984年発表のアルバム『グアコ・エス・グアコ』に収録された「ウン・シガリート・ウン・カフェ」が大ヒットを記録しグループの地位を不動のものとした。
2012年に発表したアルバム『エスクルトゥーラ』はルベン・ブラデス、ルイス・エンリケ、ヒルベルト・サンタ・ロサなどの豪華ゲストメンバーを迎え、国外で膨大なセールスを記録。
ラテン・グラミー賞の「トロピカル・コンテンポラリー・ベストアルバム部門」と「年間アルバム部門」に同時ノミネートされ、さらに同アルバムに収録された「ビボ」のビデオクリップはYouTubeで公開から400万ビュー以上を記録し、世界に「GUACO」の名を知らしめる快挙となった。
これまでにチャヤン、セリア・クルス、エル・グラン・コンボ、エルビス・クレスポ、オスカル・デ・レオンなどの名だたるスーパースターたちと共演。マイアミを筆頭にアメリカの各都市、プエルトリコで開催されるサルサの世界フェスティバル、さらにはフランス、ポルトガルなどヨーロッパでのイベントにも多数出演。
2015年のラテン・グラミー賞では「ベストアルバム部門」と「トロピカル・コンテンポラリー・ベストアルバム部門」の2部門でノミネートされ、2016年の第58回グラミー賞でも「ベスト・トロピカル・ラテンアルバム部門（en:Grammy Award for Best Tropical Latin Album）」で『Presente Continuo』がノミネートされた。（英語版en:58th Annual Grammy Awards参照。）

## ディスコグラフィ

### アルバム
- - Navidad Zuliana (Conjunto gaitero los Guacos del Zulia) - 1964
  - Maracaibo Cuatricentenario (Conjunto gaitero estudiantil los Guacos del Zulia) 1965
  - Festiival Gaitero (Conjunto gaitero estudiantil los Guacos del Zulia) 1966
  - El Obrero (Conunto Los Guacos del Zulia) - 1968
  - Maracaibo Cuatricentenario - 1969
  - Los Guacos - 1970
  - Guaco - 1971
- Esta gaita si esta en algo  (1972)
- Bubu guaco  (1973)
- Gaita a todo color con los Guacos  (1973)
- No diga que no los ha escuchado ni los ha visto  (1974)
- Guaco 75  (1975)
- Guaco 76  (1976)
- Grupo Guaco 77  (1977)
- Criollo y sabroso  (1978)
- Guaco 79  (1979)
- Guaco 80  (1980)
- Guaco 81  (1981)
- Guaco 82  (1982)
- Guaco 83  (1983)
- Guaco es Guaco  (1984)
- Guaco 85  (1985)
- Tercera etapa  (1986)
- Maduro...  (1987)
- Dejando huella  (1988)
- Betania  (1989)
- Atraccion fatal  (1990)
- Guaco 90  (1990)
- Guaco 91  (1991)
- Guaco clasico I  (1992)
- Triceratops  (1993)
- Guaco clasico II  (1993)
- Guaco clasico III - Sabroso  (1994)
- Archipielago  (1995)
- Amazonas  (1997)
- Como era y como es  (1999)
- Equilibrio  (2000)
- Galopando  (2002)
- El sonido de Venezuela  (2005)
- Equus  (2006)
- Guajiro  (2010)
- Escultura  (2012)
- Presente continuo  (2014)